# Електро-дизел моторни воз
Електро-дизел моторни воз (ЕДМВ) или дворежимски моторни воз (БМВ, од енгл. bi-mode multiple unit, BMU) јесте облик моторног воза који се може напајати било електричном енергијом коју преузима из надземне контактне мреже или сабирне шине (као електромоторни воз – ЕМВ) или коришћењем уграђеног дизел мотора, који покреће електрични генератор који производи наизменичну струју (енгл. alternating current; AC) или једносмерну струју (енгл. direct current; DC) (као дизел-електромоторни воз – ДЕМВ).

## Листа ЕДМВ-а

### Азија

#### Кина
CR200J-SG Fuxing је моторни воз великих брзина „Кинеских железница” (China Railway) са електро-дизел погоном концентрисане снаге (дворежимски), специјално дизајниран за рад на висоравнима. Сваки воз садржи једну HXD1D-J електричну локомотиву (погонска кола) на крају, затим две FXN3-J дизел локомотиве (двоја погонска кола) на другом крају, и путничка кола 9 25-T између њих. Електрична и дизел-погонска кола имају сопствене независне системе вучних мотора, али се њима може управљати из кабина оба типа кола. HXD1D-J је специјална верзија електричне локомотиве HXD1D коју производи CRRC Zhuzhou Locomotive, а FXN3-J је специјална верзија локомотиве FXN3 коју производи CRRC Dalian – обема су измењени дизајни каросерија и прилагођене су за заједнички рад као део воза. Ови возови опслужују железничку линију између Сичуана и Тибета.

### Океанија

#### Аустралија
Пројекат регионалних возова NSW TrainLink подразумева производњу 117 дворежимских кола серије R (1.5 kV DC) за замену дизел флоте међудржавних и регионалних гарнитура возова XPT, Xplorer и Endeavour, које ће испоручивати CAF од 2023.   

### Европа

#### Француска
„Бомбардије” (Bombardier) је произвео дворежимске варијанте своје „а-же-се” (AGC) серије (франц. Autorail à Grande Capacité – Аутовоз великог капацитета) за француског националног превозника „ес-ен-се-еф” (SNCF – Société national des chemins de fer français – Национална компанија француских железница); струја се прикупља преко пантографа.   
- B 81500 – моторни воз који користи 1.5 kV DC контактну мрежу. У служби од 2005.
- B 82500 – моторни воз који користи и 1.5 kV DC и 25 kV AC контактну мрежу.
- „Алстом режиолис” (Alstom Régiolis) (B 83500, B 84500, B 85000, B 85900). У служби од априла 2014. (B 83500 и B84500).

#### Италија
- BTR 813, прва електро-дизел верзија воза Штадлер (Stadler Flirt), у служби од октобра 2019. у регији Долине Аосте.[5]

#### Холандија
- 18 гарнитура дворежимских возова Stadler WINK je ушло у службу 2021. године у оквиру компаније „Арива Холандија” (Arriva Netherlands). Поред електричног и дизел погона, ови возови могу да користе и батерије као погон.[6]

#### Норвешка
- 14 гарнитура дворежимских возова Штадлер (Stadler Flirt), названи „Норвешки возови класе 76” (норв. Norske Tog Class 76)[7] у Норвешкој, у власништву државне компаније „Норвешки возови” (Norske Tog) а којима управља линијски оператер SJ AB (као SJ Nord – Statens Järnvägar – Шведске државне железнице) који улазе у службу 2021.[8] Ова класа се користи на регионалним возовима око Трондхејма.

#### Пољска
- „Неваг импулс” (Newag Impuls) се нуди у електро-дизел (хибрид) верзији.[9] Прве гарнитуре су испоручене за Војводство Западно Поморје и започели редовану службу почетком 2021.

#### Русија
- „ДТ1” (DT1) моторни воз за руски колосек. У служби од 2009.

#### Шпанија
„Ренфе класе 730” (Renfe Class 730) – дворежимска подверзија „класе 130” (Renfe Class 130), електромоторног воза велике брзине са више система (поред стандардног може да користи и друге колосеке и напоне на контактној мрежи), који је део породице возова „Талго 250” (Talgo 250). 15 оригиналних гарнитура класе 130 је 2012. преправљено у класу 730 тако што су им замењени крајеви и путничка вагони са колима која имају дизел-генераторе. Сваки воз садржи 13 кола, укључујући 2 електричне локомотиве, односно погонска кола, 2 дизел-генераторска кола и 9 путничких вагона. Један воз је имао саобраћајну незгоду 2013, док је других 14 и даље у употреби у оквиру Alvia превоза.

#### Уједињено Краљевство
Електро-дизел моторни воз чији је извор струје на контактној мрежи 25 kV 50 Hz AC укључује: 
- „Британски возови класе 800, класе 802 и класе 805” (British Rail Class 800, Class 802, and Class 805) које је направила јапанска компанија „Хитачи” (Hitachi) – моторни возови великих брзина које користе многе железничке компаније.
- „Британски воз класе 768” (British Rail Class 768) – трансформисани моторни воз „класе 319” (Class 319) са спољним подршком за двоструки систем/напон, користи га „Реил Оперејшенс Гроуп” (Rail Operation Group) на поштанским/пакетним услугама.
- „Британски воз класе 769” (British Rail Class 769) – трансформисани моторни воз „класе 319” (Class 319) са спољном подршком за двоструки систем/напон, користе га на регионалним линијама компаније „Севернa железница” (Northern Railway)[12] и „Транспорт за Велс” (Transport for Wales)[13]. У служби од новембра 2019.
- „Британски воз класе 755” (British Rail Class 755) кога је направила компанија „Штадлер” (Stadler), јесте моторни воз који се користи на регионалним линијама у Источној Англији, којим управља предузеће „Тренспорт Ју-кеј ист англиа лимитид” (Transport UK East Anglia Limited – Greater Anglia).[14] У служби од јула 2019 (755/4).[15][16]

### Северна Америка

#### Сједињене Државе
Следећи возови су повучени из службе из Града Њујорка: 
- „Роџер Вилијамс” (Roger Williams) – лаки путнички дизел-моторни воз са шест кола, кога је 1956. направила Бад компани (The Budd Company) за железничку линију Њујорк-Њу Хејвен-Хартфорд; првенствено дизел-хидраулични, користио је и сабирну шину (енгл. third rail) само за кратке релације. Овај воз је сачуван.
- „Џи-и/Герет” (GE/Garrett) моторни возови са гасном турбином – првенствено електрични, али прављени и са гасним турбинама која им омогућава да раде ван сабирне шине. Сви су расходовани.

#### Мексико
- X'Trapolis Tsíimin K’áak – 42 воза су наручена за Воз Маја (шп. Tren Maya), од којих су 32 ЕДМВ.[17]